# Jennifer Ryz
Jennifer Ryz (11 de mayo de 1973) es una deportista canadiense que compitió en lucha libre. Ganó dos medallas en el Campeonato Mundial de Lucha, plata en 1996 y bronce en 2000.

## Palmarés internacional
| Campeonato Mundial | Campeonato Mundial | Campeonato Mundial | Campeonato Mundial |
| Año                | Lugar              | Medalla            | Categoría          |
| ------------------ | ------------------ | ------------------ | ------------------ |
| 1996               | Sofía (Bulgaria)   | Medalla de plata   | 56 kg              |
| 2000               | Sofía (Bulgaria)   | Medalla de bronce  | 56 kg              |